# Wadi-el-Garf
Wadi-el-Garf, także Wadi-el-Gerf, Wadi al-Jarf (z arabskiego وادي الجرف) – współczesna nazwa obszaru na egipskim wybrzeżu Morza Czerwonego, 119 km (74 mil) na południe od Suezu, czyli miejsca najstarszego znanego sztucznego portu na świecie. Znajduje się przy ujściu Wadi Araba, głównego korytarza komunikacyjnego między Doliną Nilu a Morzem Czerwonym, przecinającym Pustynię Wschodnią. Miejsce to znajduje się zaraz za Zatoką Sueską. Podobny starożytny port znajduje się w Ajn Suchna, nieco na północ od Wadi al-Jarf.
Port w Wadi-el-Garf pochodzi z IV dynastii, władającej starożytnym Egiptem około 4500 lat temu. Na miejscu odkryto także ponad 100 kotwic. Poza tym znaleziono w nim także najstarsze papirusy, dotyczące budowy Piramidy Cheopsa.